# Dunglass House

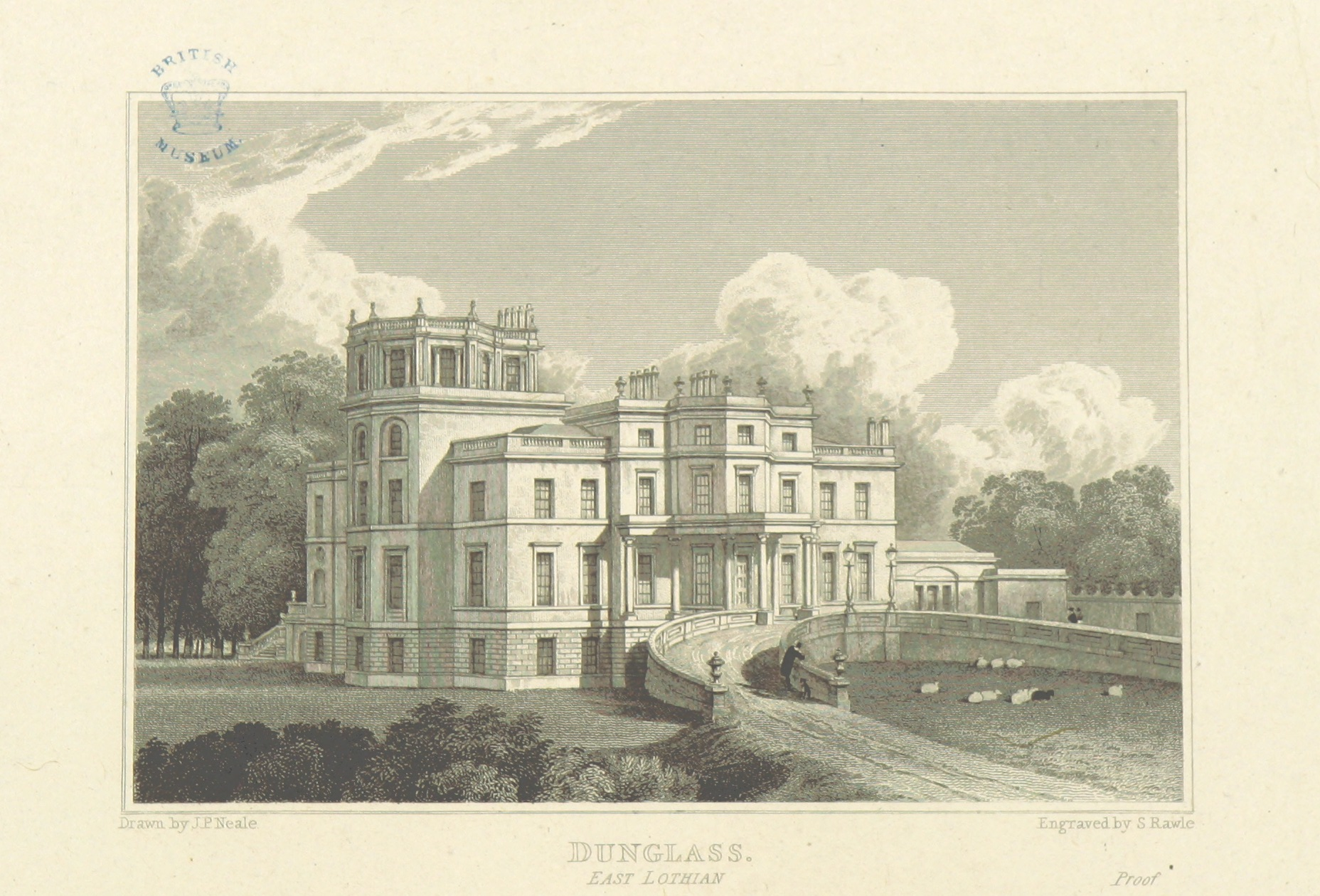
Dunglass House im Jahre 1818

Dunglass House war ein Herrenhaus nahe der schottischen Ortschaft Cockburnspath in der Council Area East Lothian. Das Herrenhaus wurde zwischenzeitlich abgebrochen, verschiedene erhaltene Außengebäude sind heute jedoch denkmalgeschützt. Hervorzuheben ist hierbei der Gartenpavillon, der 1971 als Denkmal der höchsten Denkmalkategorie A klassifiziert wurde.

## Geschichte
Am Standort von Dunglass House befand sich seit dem 14. Jahrhundert die Festung Castle of Dunglass (nicht zu verwechseln mit Dunglass Castle in West Dunbartonshire), der Sitz der Earls of Home. Nachdem dieses 1548 zerstört worden war, begann 1603 der Wiederaufbau. Bis heute sind keinerlei Überreste der Festung erhalten geblieben. Der Bau von Dunglass House nach einem Entwurf des schottischen Architekten Richard Crichton wurde im Jahre 1807 begonnen und 1811 abgeschlossen. Bauherr war James Hall, 4. Baronet. Nach einem verheerenden Brand im Jahre 1947 wurde das Gebäude schließlich in den späten 1950er Jahren abgebrochen. Am Standort befindet sich heute ein modernes Gebäude.

## Gartenpavillon
Das Bauwerk befindet sich auf einer Anhöhe rund 250 m westlich des Standorts von Dunglass House. Ein verwitterter Stein zeigt die Jahresangabe 1712 oder 1718. Der Architekt ist nicht überliefert, auf Grund der Gestaltung könnte es sich jedoch um eine Arbeit von James Smith oder Alexander McGill handeln. Der klassizistisch gestaltete Pavillon weist einen hexagonalen Grundriss auf. Das Mauerwerk ist rustiziert und mit Gebälk versehen. Dieses ist mit Triglyphen und mit klassischen Motiven reich ornamentierten Metopen gestaltet.